# Ред ред
Ред ред — ганська страва, що складається з чорної квасолі, приготованої на пальмовій/рослинній олії з плантаном. Страва отримала свою назву через червоний колір, який набуває завдяки червоній пальмовій олії (зомі) і смаженого плантана. Ред ред зазвичай складається з риби, такої як консервована скумбрія або сардини, чорних бобових, стручкового перцю, цибулі, олії та томатів. У Гані страва широко відомий як "kokoo ne beans". Хоча ред ред часто подається з рибою, страва також може бути вегетаріанською. Його можна подавати зі смаженим плантаном, авокадо та рисом або з гарі (кремове зернисте борошно) для готової до вживання страви.